# Bad Ragaz
Bad Ragaz (bis 1937 Ragaz) ist eine politische Gemeinde im Kanton St. Gallen in der Schweiz. Der Name Ragaz wird auf der zweiten Silbe betont. Der Ort ist seit dem späten 19. Jahrhundert als mondäner Kurort bekannt, mit der Ruine der Burg Freudenberg hat er auch eine Sehenswürdigkeit aus der ersten Hälfte des 13. Jahrhunderts.

## Geographie
Bad Ragaz liegt am Ende des Taminatals und am Westrand der Rheinebene. Die Ortschaft bildet das touristische Zentrum des Sarganserlands.
Im Osten fällt die Gemeindegrenze mit der Kantonsgrenze zum Kanton Graubünden zusammen, die im Rhein verläuft; die benachbarten Bündner Gemeinden sind Landquart, Maienfeld und Fläsch; die angrenzenden St. Galler Gemeinden sind im Süden Pfäfers, im Westen Mels und im Nordwesten Vilters-Wangs.
Auf dem Bergmassiv im Westen liegen die grossen Alpgebiete Halde, Rafigen, Pardiel, Valplona und Hochpardiel. Zum Gemeindegebiet von Bad Ragaz gehört ein Abschnitt der Bergkette der Wildseehörner im Pizolgebiet.

### Klima
Für die Normalperiode 1991–2020 beträgt die Jahresmitteltemperatur 10,3 °C, wobei im Januar mit 1,1 °C die kältesten und im Juli mit 19,1 °C die wärmsten Monatsmitteltemperaturen gemessen werden. Im Mittel sind hier rund 77 Frosttage und 14 bis 15 Eistage zu erwarten. Sommertage gibt es im Jahresmittel rund 50, während im Schnitt knapp 10 Hitzetage zu verzeichnen sind. Die MeteoSchweiz-Wetterstation liegt auf einer Höhe von 496 m ü. M.
|                        | Jan  | Feb  | Mär  | Apr  | Mai  | Jun  | Jul  | Aug  | Sep  | Okt  | Nov | Dez  |   |       |
| Mittl. Temperatur (°C) | 1,1  | 2,3  | 6,5  | 10,4 | 14,4 | 17,6 | 19,1 | 18,8 | 14,9 | 10,9 | 5,8 | 2,0  | ⌀ | 10,4  |
| Mittl. Tagesmax. (°C)  | 4,5  | 6,2  | 11,3 | 15,7 | 19,8 | 22,9 | 24,6 | 24,1 | 19,7 | 15,5 | 9,5 | 5,2  | ⌀ | 15    |
| Mittl. Tagesmin. (°C)  | −2,1 | −1,3 | 2,2  | 5,6  | 9,7  | 13,0 | 14,7 | 14,6 | 10,9 | 7,2  | 2,5 | −1,1 | ⌀ | 6,4   |
|                        |      |      |      |      |      |      |      |      |      |      |     |      |   |       |
| Niederschlag (mm)      | 71   | 56   | 78   | 72   | 99   | 119  | 125  | 146  | 94   | 80   | 79  | 79   | Σ | 1098  |
|                        |      |      |      |      |      |      |      |      |      |      |     |      |   |       |
| Regentage (d)          | 9,1  | 7,7  | 10,1 | 9,2  | 11,7 | 12,7 | 12,9 | 13,4 | 9,8  | 8,7  | 9,4 | 10,0 | Σ | 124,7 |
|                        |      |      |      |      |      |      |      |      |      |      |     |      |   |       |
| Luftfeuchtigkeit (%)   | 76   | 73   | 70   | 66   | 69   | 71   | 72   | 74   | 75   | 76   | 77  | 78   | ⌀ | 73,1  |

| −2,1 |

| −1,3 |

| 2,2 |

| 5,6 |

| 9,7 |

| 13,0 |

| 14,7 |

| 14,6 |

| 10,9 |

| 7,2 |

| 2,5 |

| −1,1 |

| −2,1 |

| −1,3 |

| 2,2 |

| 5,6 |

| 9,7 |

| 13,0 |

| 14,7 |

| 14,6 |

| 10,9 |

| 7,2 |

| 2,5 |

| −1,1 |

## Bevölkerung

### Bevölkerungsentwicklung
| Jahr      | 1800 | 1850 | 1900 | 1950 | 1960 | 1970 | 1980 | 1990 |
| Einwohner | 954  | 1366 | 1860 | 2584 | 2685 | 3713 | 3721 | 4466 |
|           |      |      |      |      |      |      |      |      |
| Jahr      | 2000 | 2005 | 2010 | 2011 | 2012 | 2013 | 2020 |      |
| Einwohner | 4861 | 5082 | 5349 | 5528 | 5590 | 5681 | 6494 |      |

Weitere statistische Angaben zu Bad Ragaz für das Jahr 2020:

### Altersstruktur
| Alter  | 0 – 20 | 21 – 40 | 41 – 60 | 61 – 80 | 81 – 0 |
| Anzahl | 1204   | 1849    | 1829    | 1272    | 340    |
| Anteil | 18,5 % | 28,5 %  | 28,2 %  | 19,6 %  | 5,2 %  |

### Religionen – Konfessionen
| Konfession | katholisch | evangelisch | andere / ohne | Total |
| Anzahl     | 3073       | 1042        | 2379          | 6494  |

### Herkunft – Nationalität
Der Ausländeranteil liegt bei 30,2 %. Diese teilen sich auf folgende Nationen auf:
| Herkunft | Deutschland | Portugal | Italien | Serbien | Bosnien und Herzegowina | Österreich | Kroatien | Übrige | Total |
| Anzahl   | 396         | 375      | 174     | 127     | 96                      | 85         | 77       | 632    | 1962  |

## Geschichte

Historisches Luftbild aus 300 m von Walter Mittelholzer von 1922

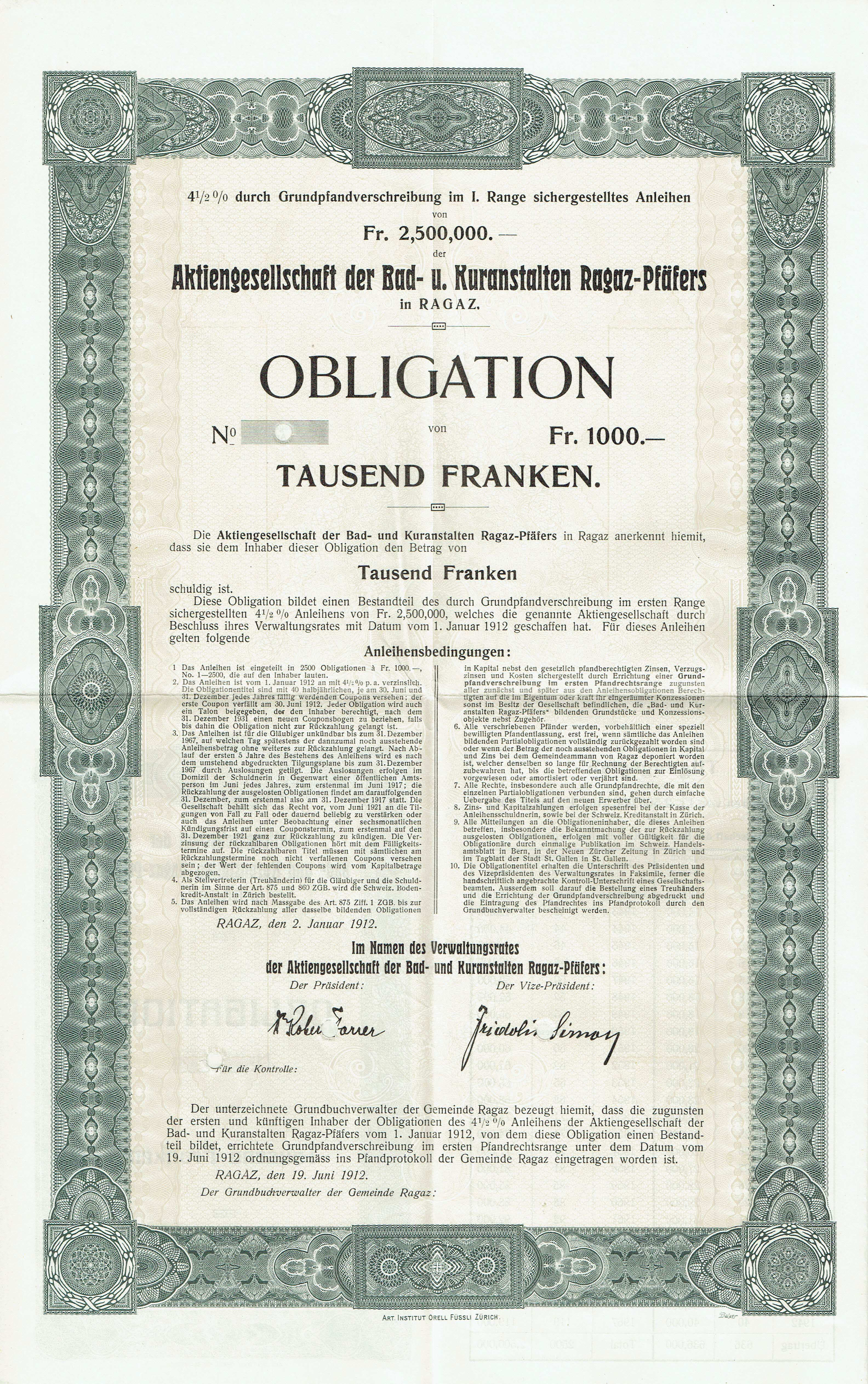
Obligation der AG der Bad- und Kuranstalten Ragaz-Pfäfers vom 19. Juni 1912

Der Ort wird seit der Jungsteinzeit besiedelt und war ursprünglich ein Bauerndorf. Anno 843 erfolgte die erste schriftliche Erwähnung als Ragaces. Durch die Errichtung des Palais Hof Ragaz erlangte der Ort Bedeutung. Im 19. Jahrhundert wurde das Quellwasser von Bad Pfäfers in der Taminaschlucht nach Ragaz geleitet, seitdem ist die Gemeinde als Kurort bekannt. 1937 wurde der Ort in Bad Ragaz umbenannt.
Die Geschichte des ehemaligen Bauerndorfes Ragaz ist eng mit jener der Benediktiner-Abtei Pfäfers verbunden. Diese besass in der Gemeinde den grössten Grundbesitz und die meisten Rechte. Das fürstäbtliche Palais Hof Ragaz war die Statthalterei der Abtei. Ragaz hatte während Jahrhunderten eine gewisse Bedeutung an einer wichtigen Nord-Süd-Verkehrsachse zwischen Deutschland und Italien. Nach der Aufhebung der Abtei im Jahr 1838 übernahm der Kanton St. Gallen den klösterlichen Besitz sowie die Thermalquelle in der Taminaschlucht.
Zu den wichtigen Ereignissen im Laufe der Jahrhunderte zählt man die Schlacht bei Ragaz im Alten Zürichkrieg am 6. März 1446. Das Dorf wurde mehrere Male von Feuersbrünsten geschädigt und von Hochwassern heimgesucht, z. B. in den Jahren 1750, 1762 und 1868.
In Bad Ragaz schrieb Johanna Spyri um 1880 die Heidi-Geschichte, Rainer Maria Rilke schrieb in Bad Ragaz das Buch Hiersein ist herrlich.

## Tourismus
Bad Ragaz – ursprünglich nur Ragaz genannt – war ein Bauerndorf. Durch das Auffinden der Thermalquelle in der nahen Taminaschlucht stieg Bad Ragaz zum Kurort auf.
In der Taminaschlucht steht mit dem Alten Bad Pfäfers der älteste barocke Bäderbau der Schweiz. Wo Badearzt Paracelsus früher gewirkt hatte, können Besucher heute im Museum die Bädergeschichte von Bad Ragaz und Pfäfers studieren.
Durch den Bau der Strasse ins Bad Pfäfers (1838/39) und die Herausleitung des 36,5 °C warmen Thermalwassers in den «Hof Ragaz» wurde Ragaz zum Badekurort. Bernhard Simon (1816–1900) aus Niederurnen kaufte 1868 vom Kanton die Domäne Ragaz, das heisst das Herrschaftsgebiet der Fürstabtei Pfäfers. Zahlreiche Hotels und Pensionen entstanden, und eine ganze Reihe verschiedener Gewerbebetriebe etablierten sich im aufstrebenden Kurort. Nebst dem europäischen und russischen Adel kamen Persönlichkeiten aus Politik, Wirtschaft, Kunst und Literatur nach Ragaz.
1911 wurde die Aktiengesellschaft der Bad- und Kuranstalten Ragaz-Pfäfers gegründet.
Im Jahr 1941 wurde das Grandhotel Quellenhof durch einen Brand stark in Mitleidenschaft gezogen, was dem Tourismus nach dem Zweiten Weltkrieg einen Dämpfer aufsetzte. Nationalrat Hans Albrecht ist es zu verdanken, dass der Quellenhof wieder aufgebaut wurde.
Die Pizolbahnen wurden 2007 vollständig modernisiert, von Bad Ragaz aus fährt seitdem eine Gondelbahn auf die Alp Pardiel.
Bad Ragaz gilt – vor allem seit der Eröffnung der Autobahnraststätte Heidiland – als das Tor zum Bündnerland.

## Wappen
Das Gemeindewappen zeigt eine auffliegende, silberne, golden bewehrte Taube mit einem roten Span im Schnabel auf blauem Grund. Es knüpft an die Gründungslegende des Klosters Pfäfers an, dem die Grundrechte über Pfäfers gehörten, wonach eine Taube, die einen blutigen Span wegtrug, dem heiligen Pirmin dort, wo sie nach ihrem Flug gefunden wurde, den Ort zur Gründung des Klosters gezeigt haben soll.

## Sehenswürdigkeiten

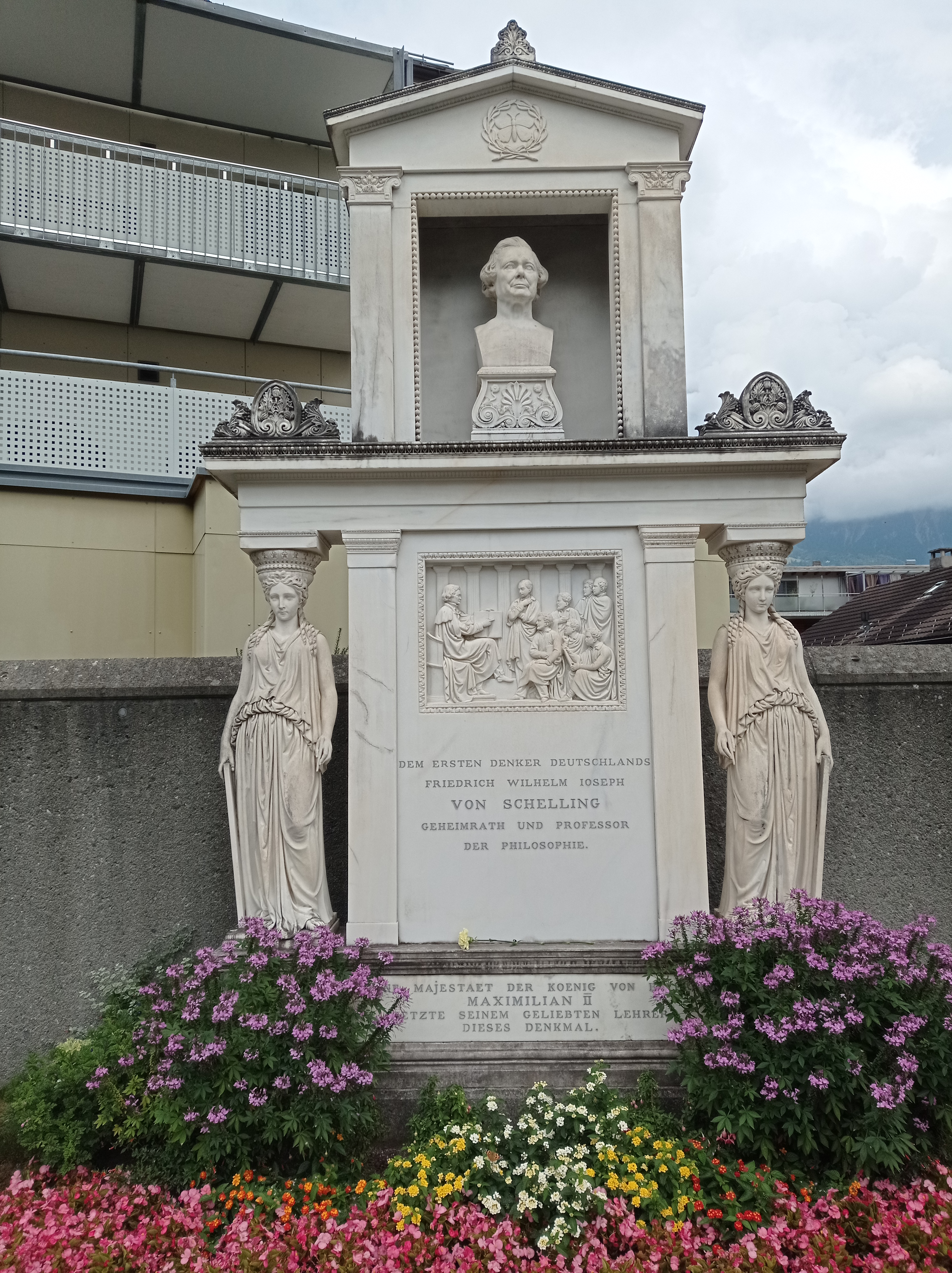
Grabmal des Philosophen Schelling

Am östlichen Stadteingang liegt die neugotische Evangelische Kirche Bad Ragaz. Sie gehört ebenso wie die katholische Pfarrkirche Maria Himmelfahrt in der Ortsmitte zu den Kulturgütern in Bad Ragaz. Die Kapelle St. Leonhard ist sogar ein Kulturgut von nationaler Bedeutung. Zu diesen gehört auch die Ruine der Burg Freudenberg am nordwestlichen Stadtrand.
Auf dem Friedhof ist unter einem Ehrengrabmal Friedrich Wilhelm Joseph Schelling beigesetzt, ein Hauptvertreter der Philosophie des Deutschen Idealismus.

## Verkehr

### Öffentlicher Verkehr
Der Bahnhof Bad Ragaz wird durch die Linie S12 (S-Bahn St. Gallen), den RegioExpress auf der Strecke St. Gallen–Chur und den InterRegio 35 „Aare Linth“ Bern – Zürich – Chur bedient. Bei Bad Ragaz überquert die Bahnstrecke auf der Eisenbahnbrücke Bad Ragaz den Alpenrhein. Ab dem Bahnhofplatz führen Postauto-Linien in die Dörfer der Umgebung sowie nach Bad Pfäfers in der Taminaschlucht.

### Strassenverkehr
Bad Ragaz liegt an der Autobahn A13 zwischen den Anschlussstellen Bad Ragaz und Maienfeld. Auf der Rheinbrücke Bad Ragaz überquert die Autobahn, die ein Teilstück der Europastrasse 43 ist, den Rhein.

### Bergbahnen
In den Jahren 1953/54 wurde das Pizolgebiet durch eine Gondelbahn von Bad Ragaz aus erschlossen. Die damals älteste Seilbahn der Schweiz stellte im Frühjahr 2007 den Betrieb ein und wurde durch eine neue 8er-Gondelbahn ersetzt. Die Bahn führt auf die Mittelstation Pardiel auf 1633 m. Von dort führt ein 4er-Sessellift auf Laufböden 2226 m.
Die Drahtseilbahn Ragaz–Wartenstein hat ihren Betrieb 1964 eingestellt.

### Luftverkehr
Etwa zwei Kilometer nordwestlich des Dorfzentrums befindet sich der private Flugplatz Bad Ragaz.

## Veranstaltungen

### Triennale der Skulptur / Bad RagARTz
Seit dem Jahr 2000 findet in Bad Ragaz unter dem Titel Bad RagARTz mit der Schweizerischen Triennale der Skulptur alle drei Jahre eine Kunstausstellung unter freiem Himmel statt. Bad RagARTz ist ein renommierter und international beachteter Kunstevent und gilt als Europas grösste temporäre Freiluft-Skulpturenausstellung.
Im Jahr 2024 fand die Triennale der Skulptur zum neunten Mal statt. Rund 450 Werke von 88 Künstlern aus aller Welt wurden von Mai bis Oktober gezeigt. Im Rahmen des dreijährigen Rhythmus soll die nächste Ausstellung im Jahr 2027 stattfinden.
Der Eintritt zur Triennale ist kostenlos. Bad RagARTz findet in Bad Ragaz in Parks, Plätzen und auf Strassen statt. Zudem gehört die Kleinskulpturen-Ausstellung im vier Kilometer entfernten Alten Bad Pfäfers bei der Taminaschlucht dazu. Ausserdem werden im Hauptort Vaduz des benachbarten Fürstentums Liechtenstein Skulpturen gezeigt.

### Classics in the Streets
Seit 2006 findet alle drei Jahre das internationale Musikfestival Classics in the Streets in Bad Ragaz und Umgebung statt. Während einer Woche musizieren Interpreten klassischer Stilrichtung im Freien. Im Rahmen des Finales am Ende der Woche wird durch eine renommierte Jury der Sieger erkoren. Das Festival steht unter dem Patronat des Dirigenten und Pianisten Wladimir Aschkenasi.

### Internationales Pferderennen Maienfeld Bad Ragaz
Bad Ragaz ist auch Namensgeber des jährlich im Oktober im benachbarten Maienfeld stattfindenden Internationalen Pferderennens Maienfeld Bad Ragaz. 

### Weitere Kulturveranstaltungen
Seit 2006 findet in Bad Ragaz jedes Jahr zu Ostern ein gut besetztes internationales Schachturnier statt. Auf der Burgruine Freudenberg findet alljährlich im Juni das Quellrock Open Air statt.

## Bilder

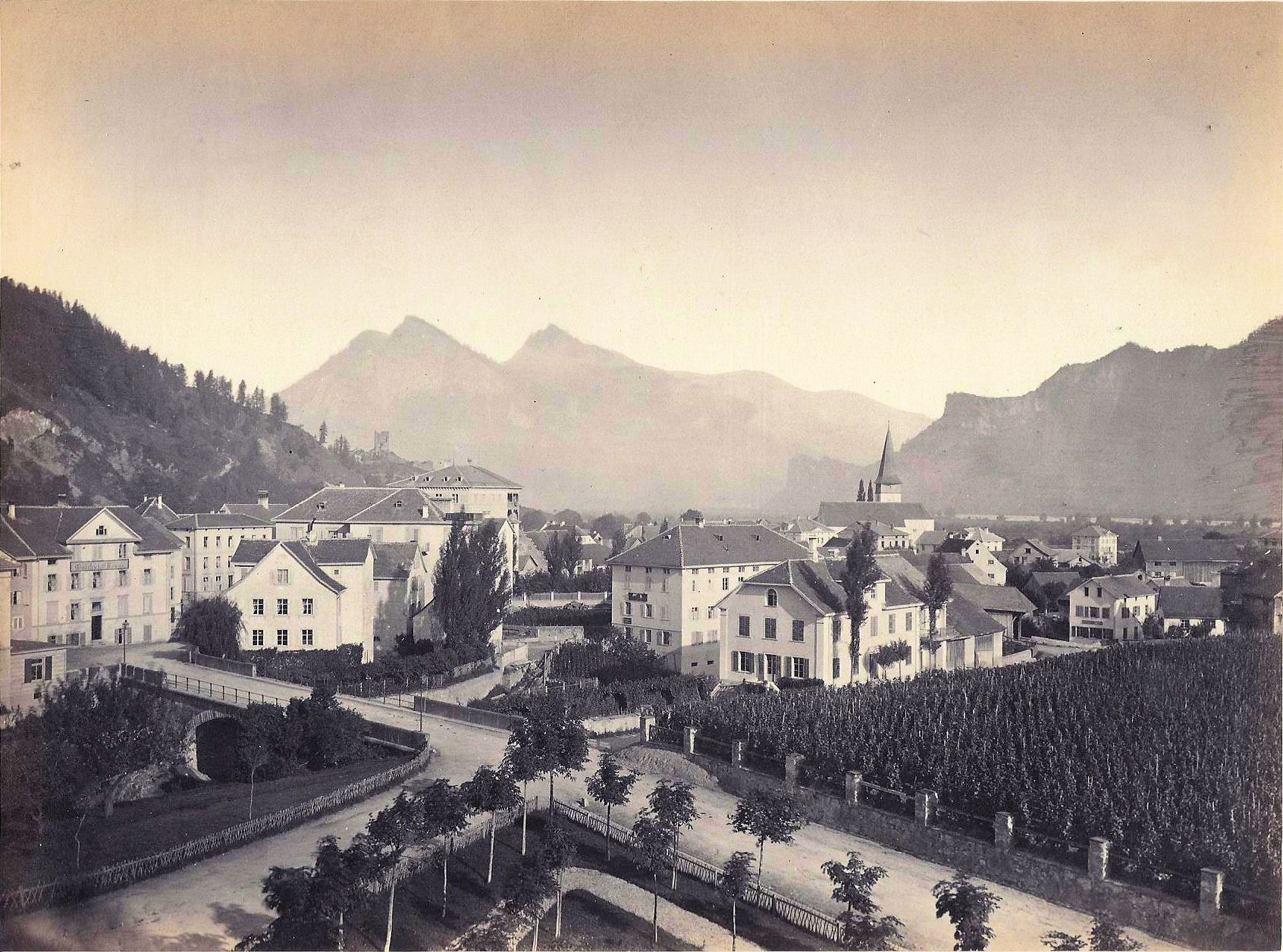
Ragaz 1863
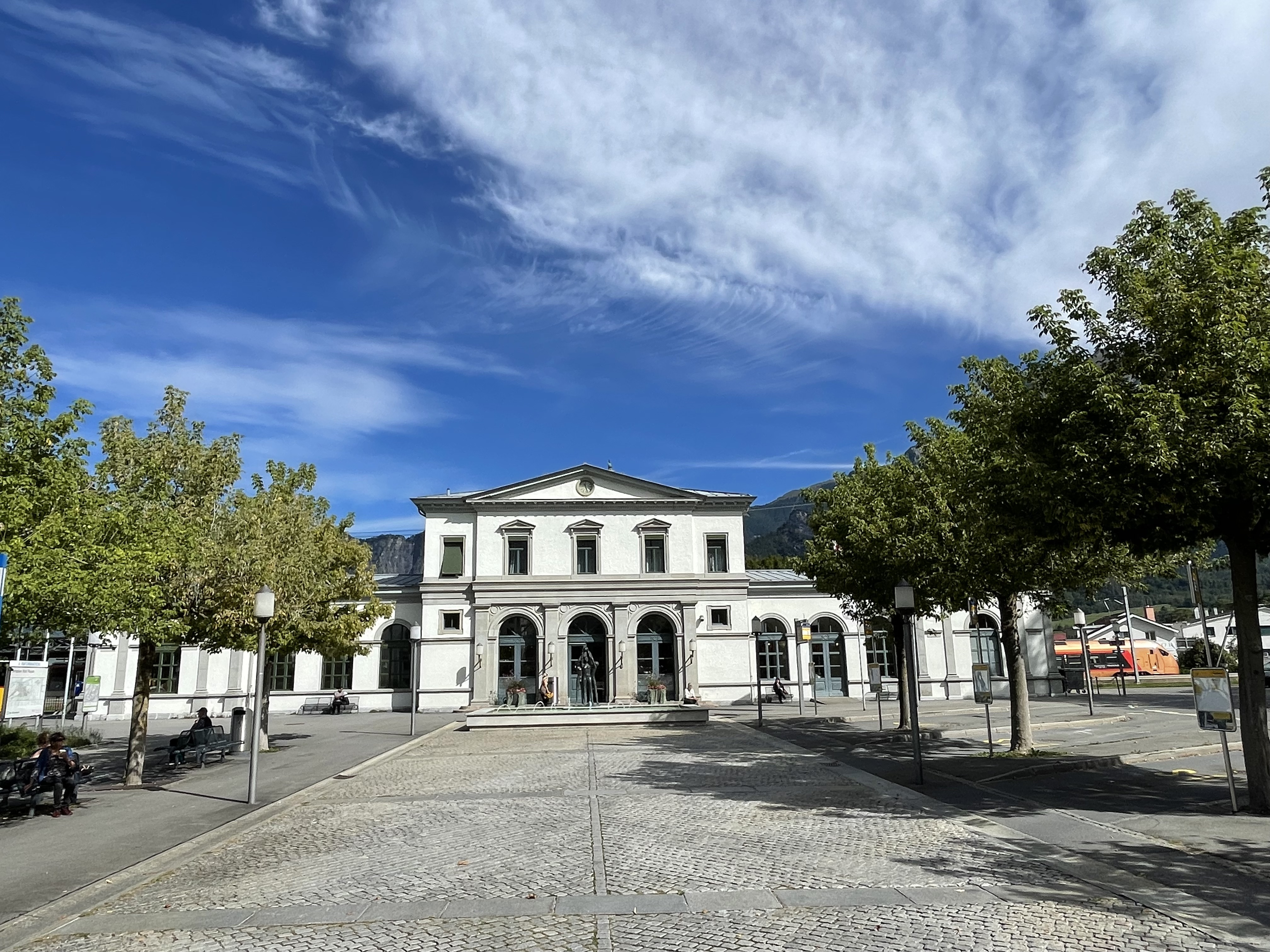
Bahnhof, Strassenseite (2022)
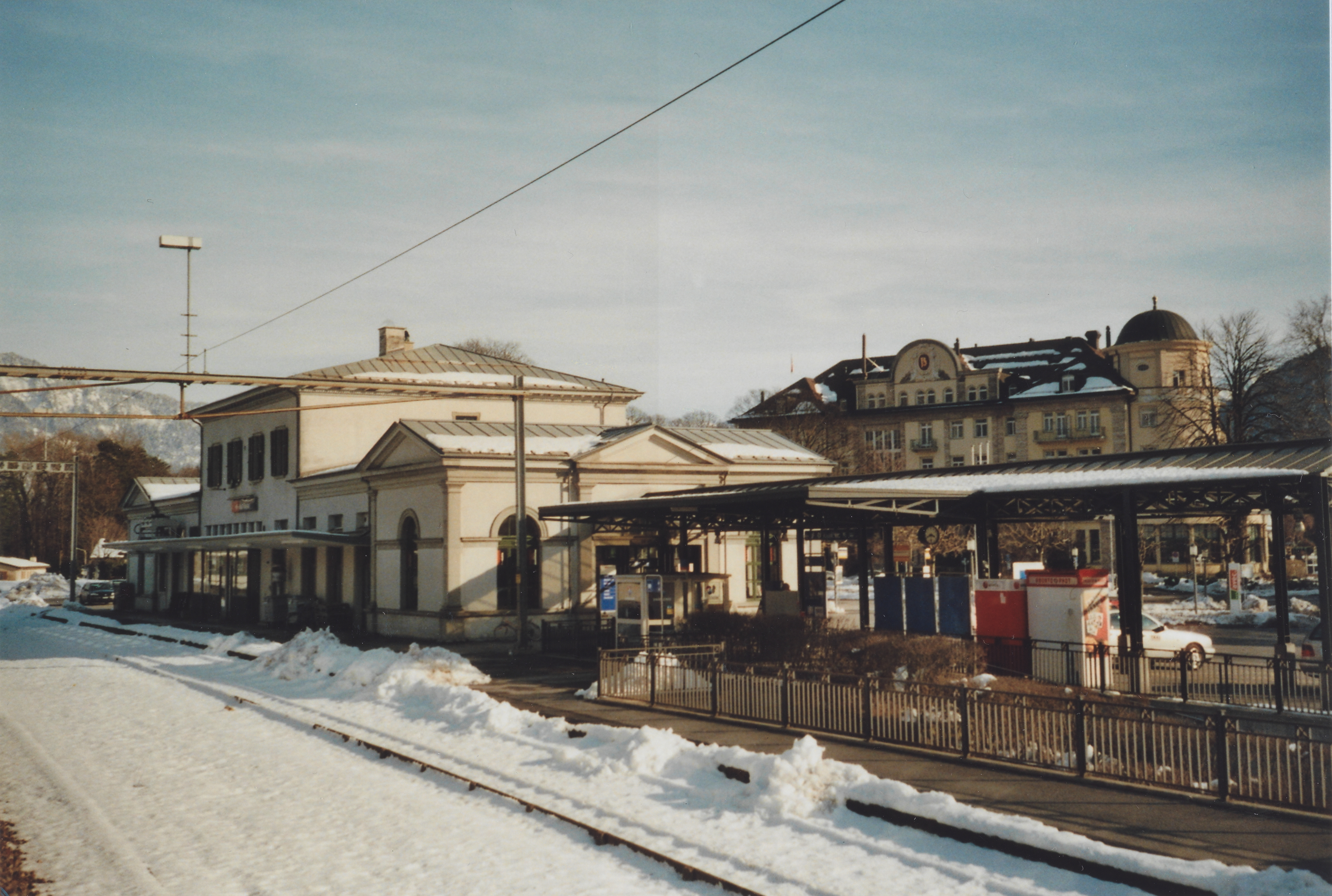
Bahnhofsgebäude, Bahnseite, Winterbild (2008)
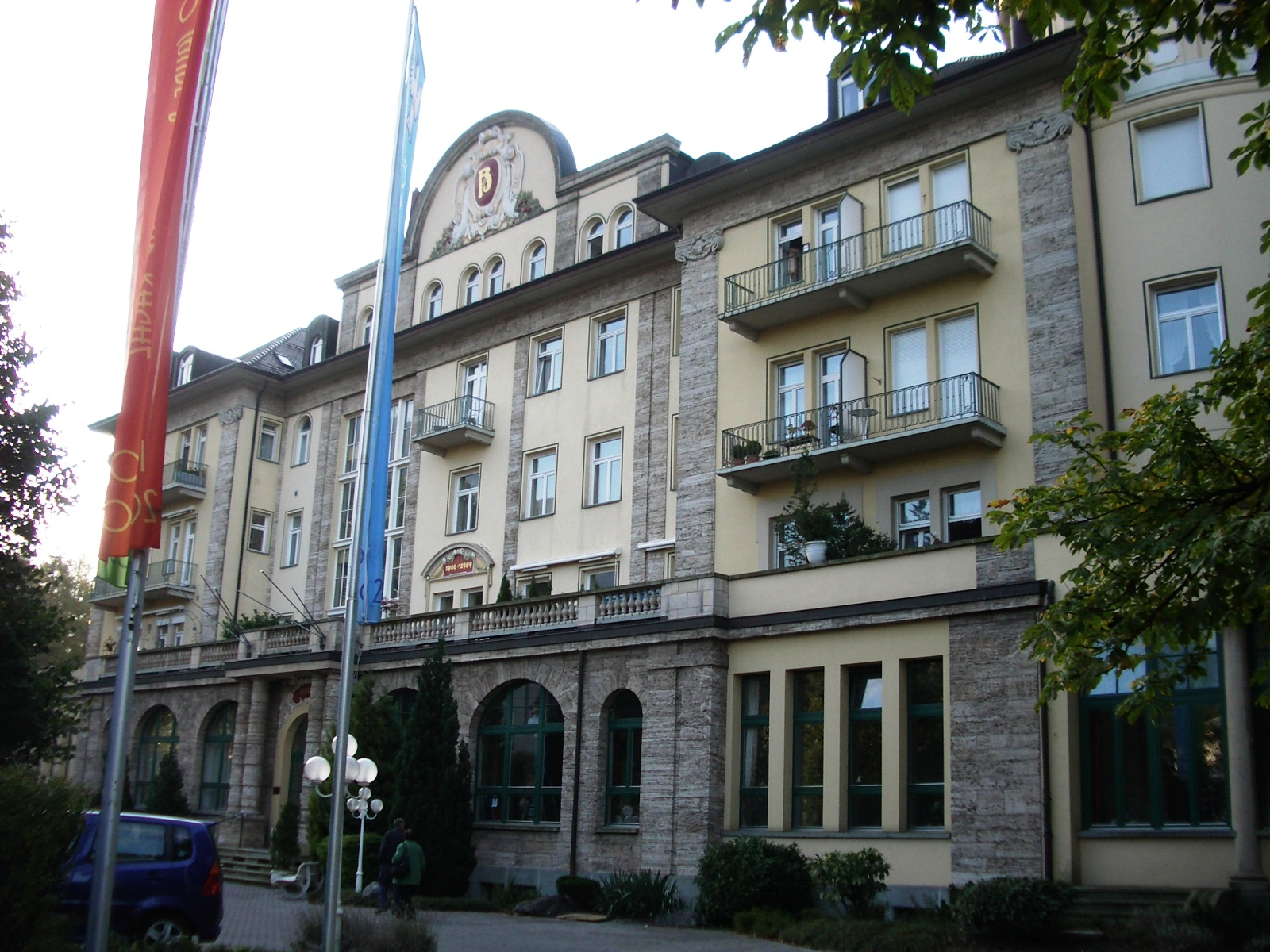
Hotel Bristol, 1905 erbaut (2006)
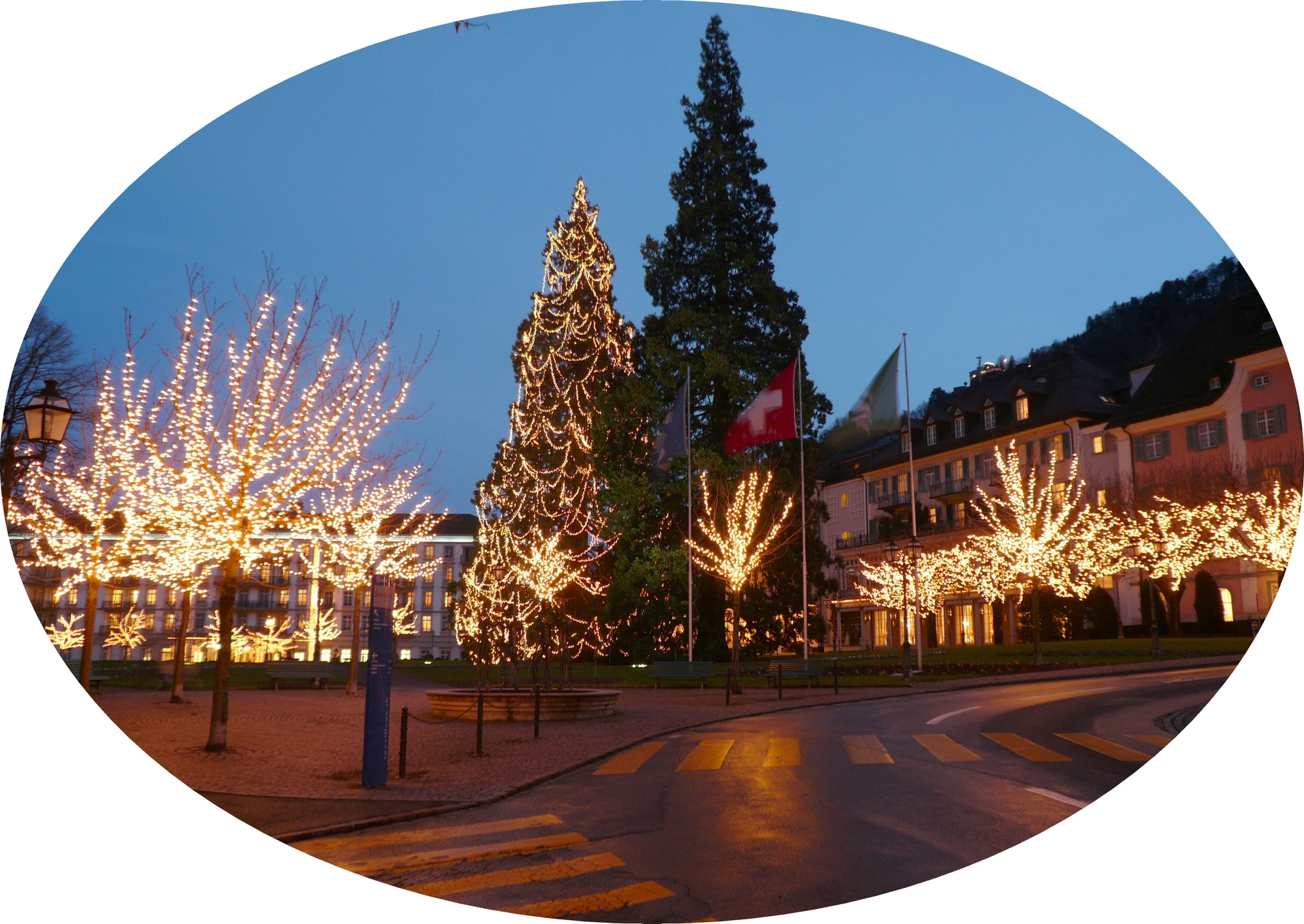
Vorweihnachtsstimmung in Bad Ragaz (2007)
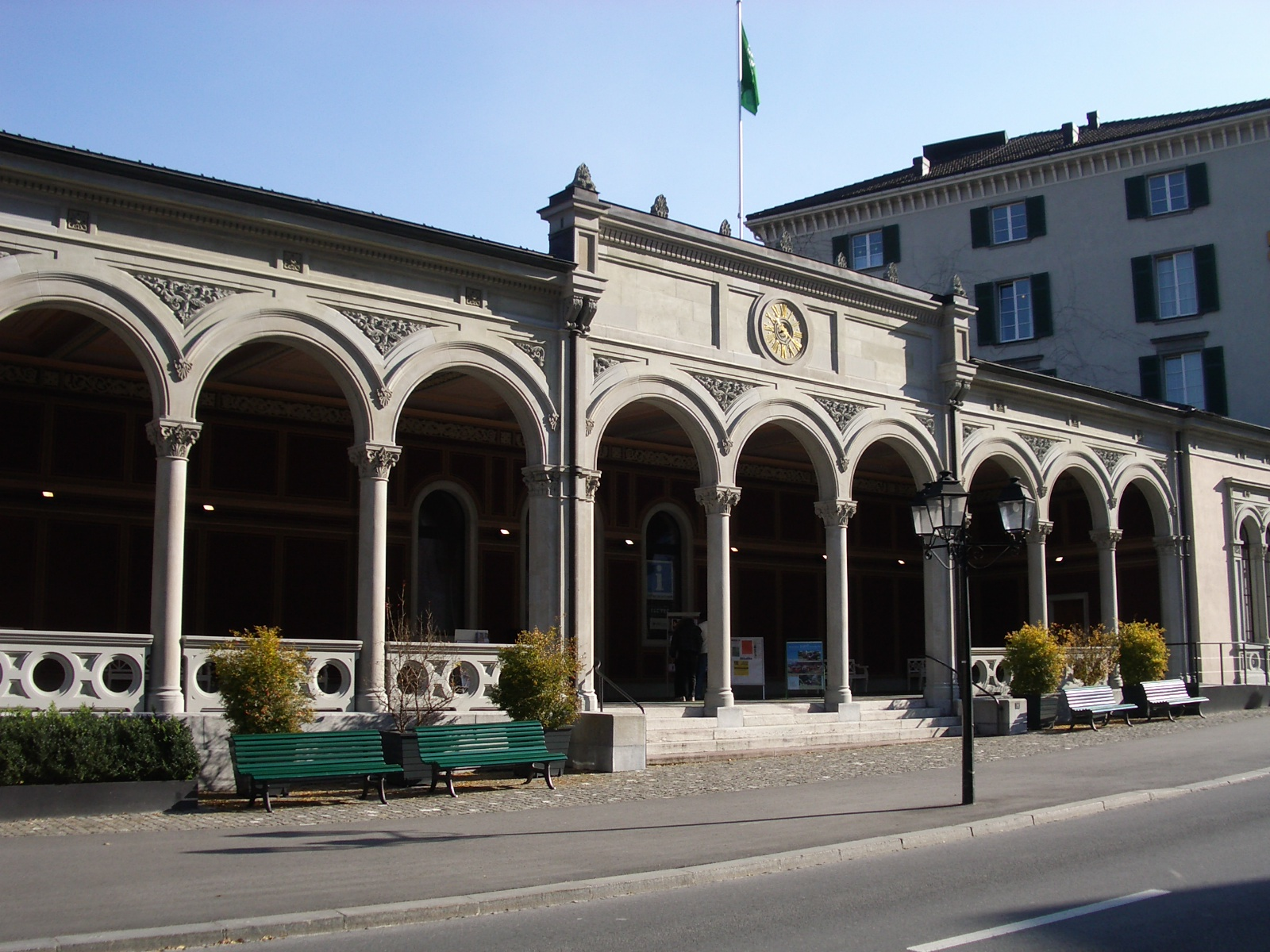
Restauriertes historisches Dorfbad von 1866/67 (2008)
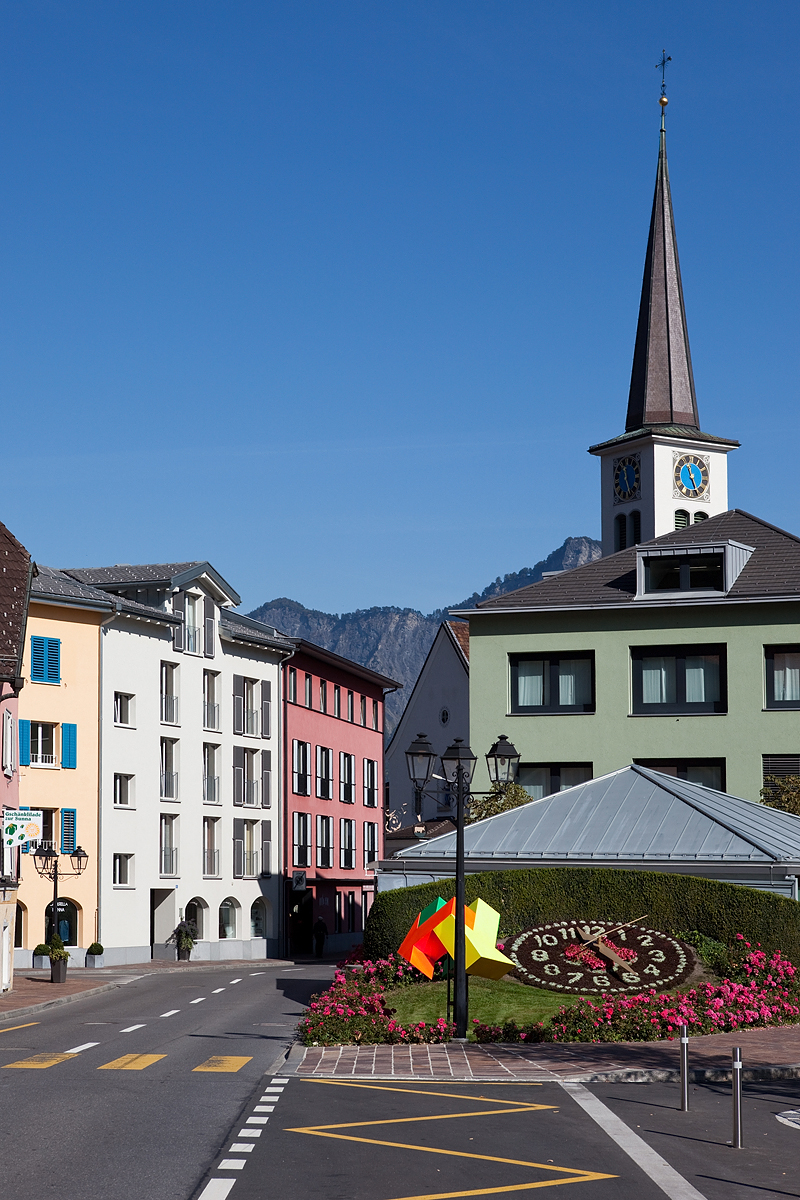
Bartholoméplatz (2009)
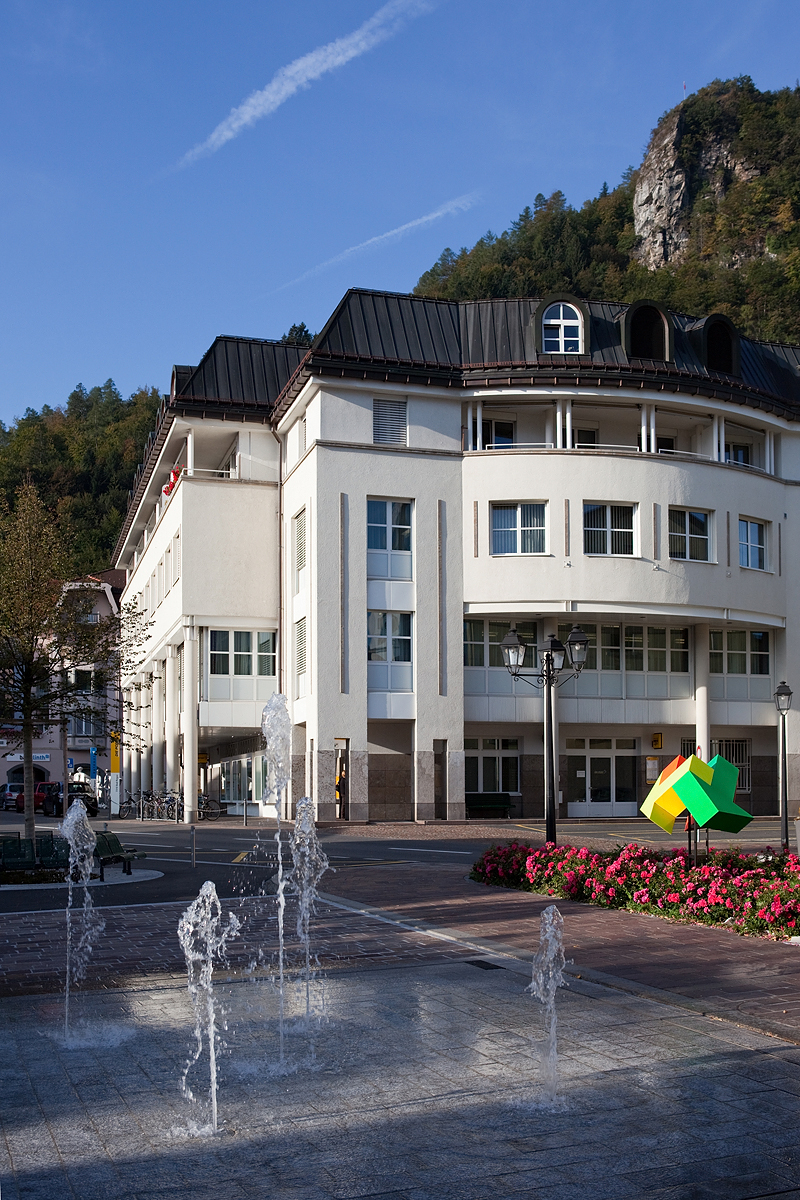
Rathaus (2009)
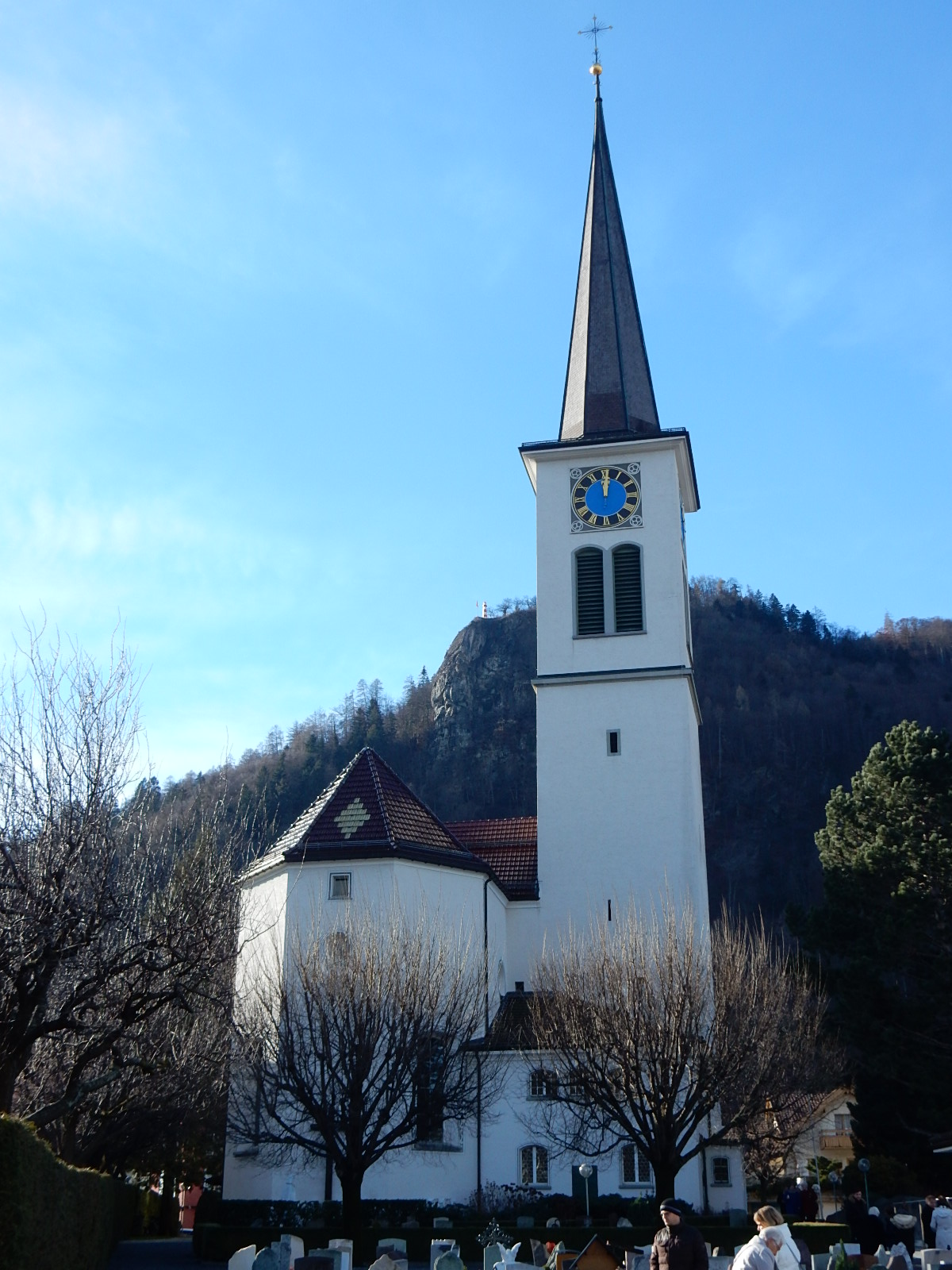
Katholische Kirche (2018)
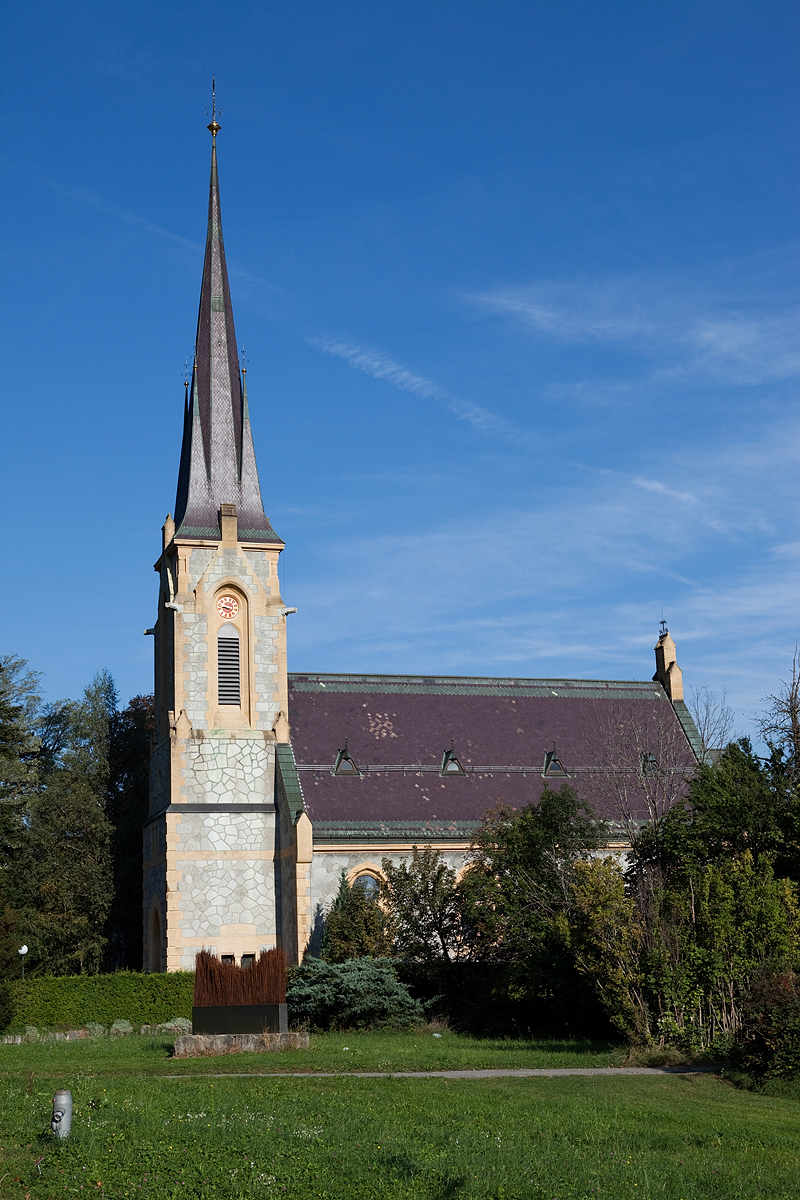
Reformierte Kirche (2009)
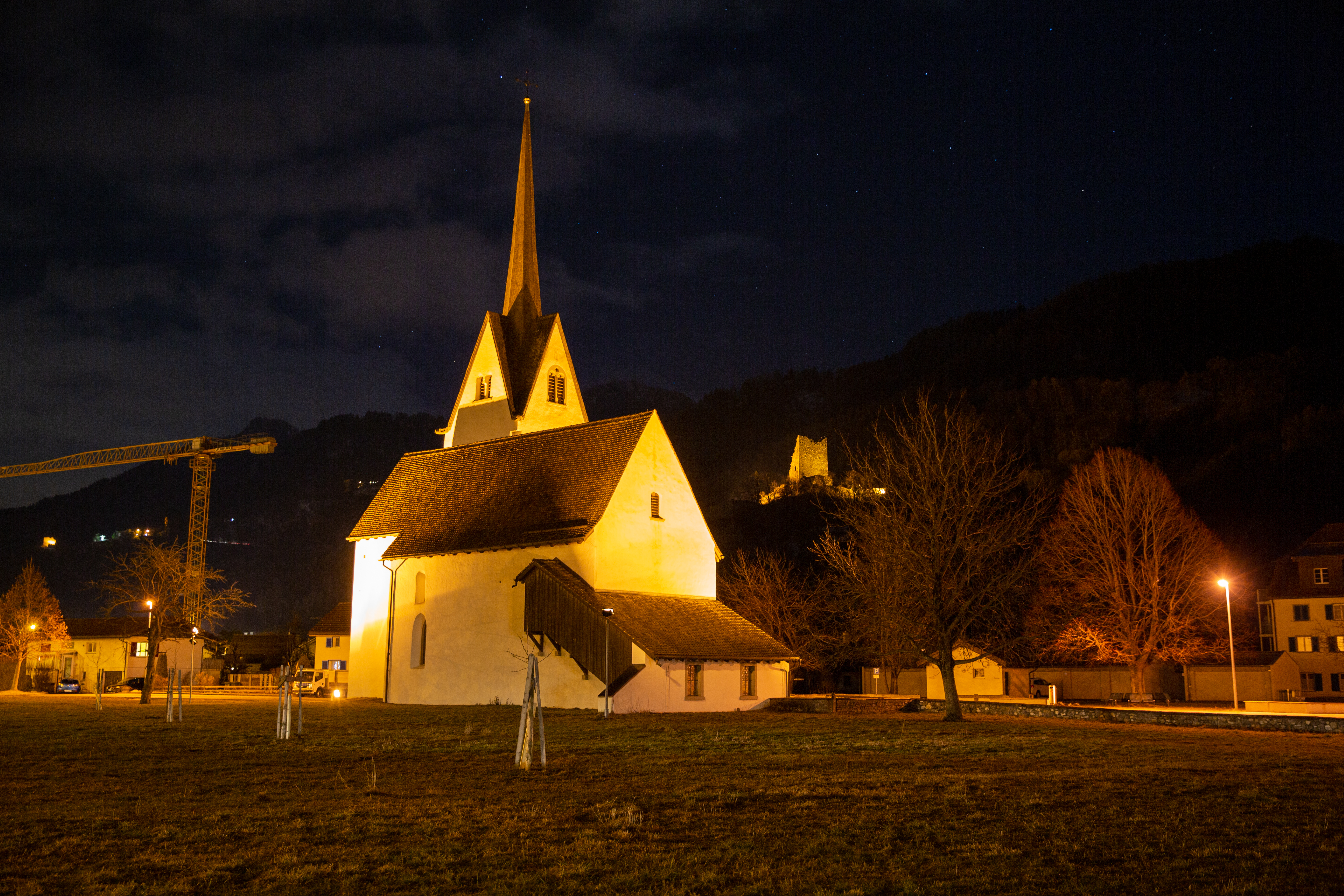
St. Leonhard, Nachtbild (2019)

## Persönlichkeiten

### In Bad Ragaz geboren
- Jonas Furrer (1805–1861), Politiker
- Anton Bon (1854–1915), Hotelier
- Carl Garrè (1857–1928), Chirurg und Hochschullehrer
- Adolf Fäh (1858–1932), kath. Priester, Stiftsbibliothekar, Kunsthistoriker und religiöser Schriftsteller
- Carl Zurburg (1859–1928), Rechtsanwalt und Politiker
- Karl Gottlieb Koller (1873–1946), Architekt
- Eugen Kägi (1928–2025), Unternehmer und Politiker
- Hans Werner Widrig (* 1941), Politiker (CVP)
- Bruno P. Zehnder (1945–1997), Fotograf
- Bruno Vanoni (* 1959), Politiker (GFL/Grüne)
- Tom Zai (* 1965), Autor

### Weitere Persönlichkeiten
- Friedrich Wilhelm Schelling (1775–1854), deutscher Philosoph, starb in Ragaz
- Johann Friedrich Immanuel Tafel (1796–1863), evangelischer Theologe, starb in Ragaz
- Theodor Bergk (1812–1881), deutscher Altphilologe, starb in Ragaz
- Bernhard Simon (1816–1900), Architekt und Ingenieur, starb in Ragaz
- Chlodwig zu Hohenlohe-Schillingsfürst (1819–1901), deutscher Politiker, starb in Ragaz
- Martin Haug (1827–1876), deutscher Orientalist, starb in Ragaz
- Johannes Vollmer (1845–1920), deutscher Architekt der evangelischen Kirche in Ragaz
- Frank Thomas (1862–1928), evangelischer Geistlicher und Hochschullehrer, starb in Ragaz
- Wilhelm Baur (1895–1973), deutscher Verleger, starb in Bad Ragaz
- Fritz Lendi (1896–1967), Schriftsteller, Journalist, Redaktor und Politiker, starb in Bad Ragaz
- Walter Ehrlich (1896–1968), deutscher Philosoph, starb in Bad Ragaz
- Werner Bahlsen (1904–1985), deutscher Unternehmer, starb in Bad Ragaz
- Niddy Impekoven (1904–2002), deutsche Tänzerin und Schauspielerin, starb in Bad Ragaz
- Walter Wittmann (1935–2016), Wirtschaftswissenschaftler, lebte in Bad Ragaz
- Paul Good (* 1942), Philosoph, lebt und arbeitet in Bad Ragaz
- Gottfried Vanoni (1948–2006), römisch-katholischer Theologe und Autor, wuchs in Bad Ragaz auf
- Stefan Roos (* 1972), Sänger und Schlagerkomponist, lebt in Bad Ragaz

## Film
- Bad Ragaz – Die Quelle des guten Lebens. Dokumentarfilm, Deutschland, 2011, 43 Min., Buch und Regie: Monika Kirschner, Produktion: Tag/Traum, ZDF, arte, Erstsendung: 1. Juni 2012 bei arte, Reihe: Kur Royal (5/5), Filminformationen von arte.